# Niendorf bei Berkenthin
Niendorf bei Berkenthin település Németországban, Schleswig-Holstein tartományban. Lakosainak száma 187 fő (2023. december 31.).

## Népesség
A település népességének változása:
| Lakosok száma | 76   | 191  | 190  | 192  | 192  | 190  | 184  | 187  |
|               | 1975 | 2014 | 2017 | 2018 | 2019 | 2021 | 2022 | 2023 |